# Zsombor Kerekes
Zsombor Kerekes (Senta, 13 settembre 1973) è un ex calciatore ungherese con cittadinanza serba, di ruolo attaccante.

## Biografia
Suo figlio Krisztián Kerekes (1998) è anch'egli un calciatore.

## Carriera

### Nazionale
Il 30 novembre 2004 esordisce con l'Ungheria nella sconfitta per 1-0 in King's Cup contro la Slovacchia. Due giorni dopo, sempre nella medesima competizione, realizza, alla seconda presenza, nel successo per 5-0 contro l'Estonia. Il 31 maggio 2005 va a segno nuovamente nell'amichevole persa contro la Francia (2-1).

## Palmarès

### Club
- Campionato di calcio ungherese: 3

Debreceni: 2004-2005, 2005-2006, 2008-2009
- Coppa d'Ungheria: 3

Debreceni: 2000-2001, 2007-2008, 2009-2010

## Statistiche

### Cronologia presenze e reti in nazionale
| Cronologia completa delle presenze e delle reti in nazionale ― Ungheria | Cronologia completa delle presenze e delle reti in nazionale ― Ungheria | Cronologia completa delle presenze e delle reti in nazionale ― Ungheria | Cronologia completa delle presenze e delle reti in nazionale ― Ungheria | Cronologia completa delle presenze e delle reti in nazionale ― Ungheria | Cronologia completa delle presenze e delle reti in nazionale ― Ungheria | Cronologia completa delle presenze e delle reti in nazionale ― Ungheria | Cronologia completa delle presenze e delle reti in nazionale ― Ungheria |
| Data                                                                    | Città                                                                   | In casa                                                                 | Risultato                                                               | Ospiti                                                                  | Competizione                                                            | Reti                                                                    | Note                                                                    |
| ----------------------------------------------------------------------- | ----------------------------------------------------------------------- | ----------------------------------------------------------------------- | ----------------------------------------------------------------------- | ----------------------------------------------------------------------- | ----------------------------------------------------------------------- | ----------------------------------------------------------------------- | ----------------------------------------------------------------------- |
| 30-11-2004                                                              | Bangkok                                                                 | Slovacchia                                                              | 1 – 0                                                                   | Ungheria                                                                | King's Cup 2004 - Semifinale                                            | -                                                                       | 66’                                                                     |
| 2-12-2004                                                               | Bangkok                                                                 | Ungheria                                                                | 5 – 0                                                                   | Estonia                                                                 | King's Cup 2004 - Finale 3º posto                                       | 1                                                                       |                                                                         |
| 2-2-2005                                                                | Istanbul                                                                | Arabia Saudita                                                          | 0 – 0                                                                   | Ungheria                                                                | Amichevole                                                              | -                                                                       | 46’                                                                     |
| 30-3-2005                                                               | Budapest                                                                | Ungheria                                                                | 1 – 1                                                                   | Bulgaria                                                                | Qual. Mondiali 2006                                                     | -                                                                       | 74’                                                                     |
| 31-5-2005                                                               | Metz                                                                    | Francia                                                                 | 2 – 1                                                                   | Ungheria                                                                | Amichevole                                                              | 1                                                                       | 46’                                                                     |
| 4-6-2005                                                                | Reykjavík                                                               | Islanda                                                                 | 2 – 3                                                                   | Ungheria                                                                | Qual. Mondiali 2006                                                     | -                                                                       |                                                                         |
| 17-8-2005                                                               | Budapest                                                                | Ungheria                                                                | 1 – 2                                                                   | Argentina                                                               | Amichevole                                                              | -                                                                       | 69’                                                                     |
| 7-9-2005                                                                | Budapest                                                                | Ungheria                                                                | 0 – 1                                                                   | Svezia                                                                  | Qual. Mondiali 2006                                                     | -                                                                       | 90’                                                                     |
| 8-10-2005                                                               | Sofia                                                                   | Bulgaria                                                                | 2 – 0                                                                   | Ungheria                                                                | Qual. Mondiali 2006                                                     | -                                                                       | 46’                                                                     |
| Totale                                                                  |                                                                         | Presenze                                                                | 9                                                                       |                                                                         | Reti                                                                    | 2                                                                       |                                                                         |